# Spodnje Jezersko
Spodnje Jezersko je naselje u slovenskoj Općini Jezerskom. Spodnje Jezersko se nalazi u pokrajini Gorenjskoj i statističkoj regiji Gorenjskoj. 

## Stanovništvo
Prema popisu stanovništva iz 2002. godine naselje je imalo 80 stanovnika.